# Vol Korean Air 801
Le 6 août 1997, le Boeing 747-300 assurant le vol Korean Air 801, un vol international régulier reliant Séoul, en Corée du Sud, à l'île de Guam, territoire américain, s'est écrasé sur le flanc d'une colline, lors de la procédure d'approche vers l'aéroport international Antonio-B.-Won-Pat de Guam, faisant 229 victimes parmi les 254 passagers et membres d'équipage à bord.
Le Conseil national de la sécurité des transports (NTSB) cite une mauvaise communication entre les membres de l'équipage, ainsi que la mauvaise prise de décision du commandant de bord concernant l'approche de non-précision, comme la cause principale de l'accident. Il s’agit à la fois de la première perte et du premier accident aérien mortel impliquant le Boeing 747-300.

## Avion et équipage

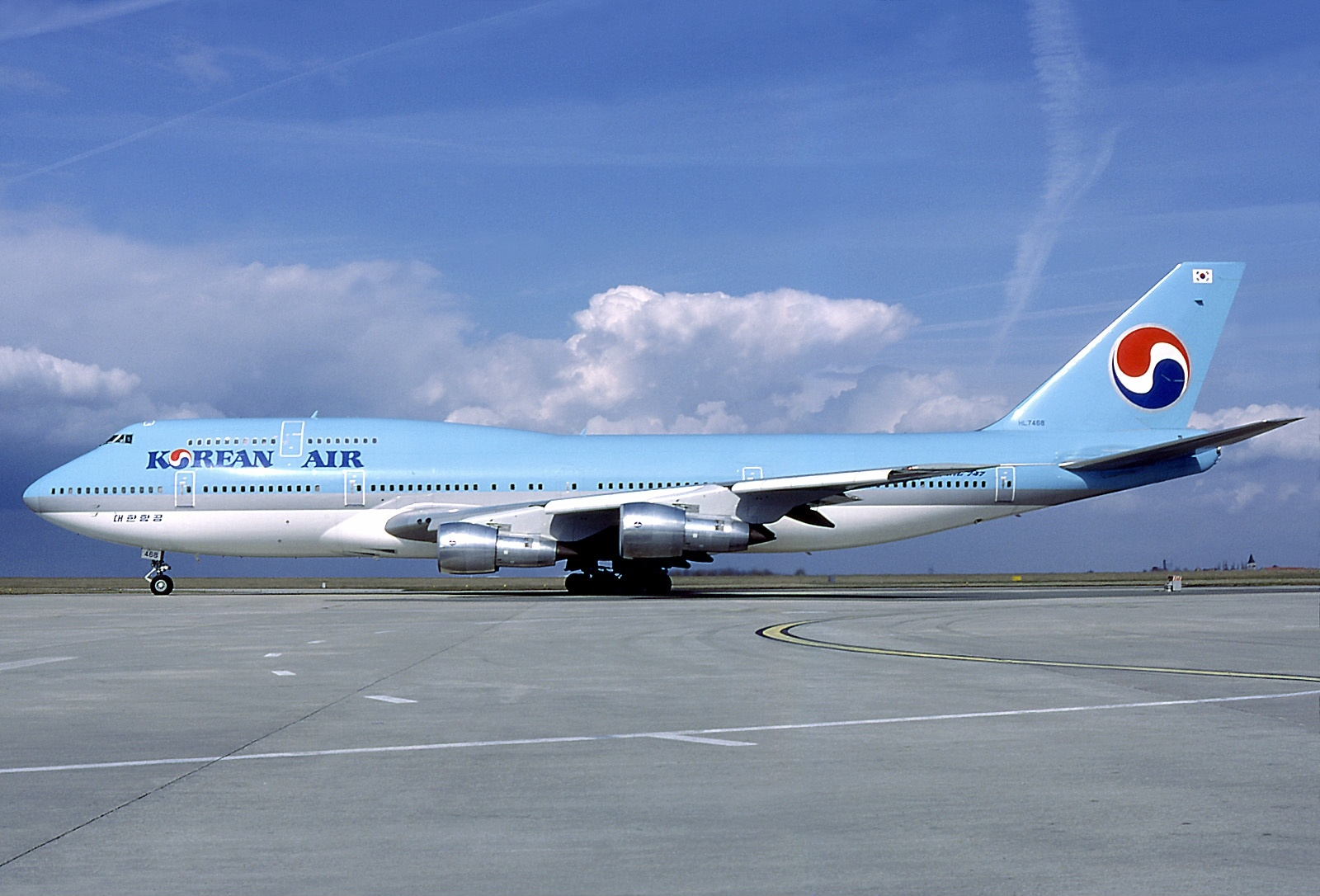
HL7468, l'appareil impliqué dans l'accident, ici à l'aéroport de Paris-Charles-de-Gaulle en mars 1985.

L'appareil impliqué est un Boeing 747-3B5 âgé de 12 ans, immatriculé HL7468 (numéro de série 22487/605) et livré neuf à Korean Air le 12 décembre 1984. Au moment de l'accident, cet avion gros-porteur, équipé de quatre moteurs Pratt & Whitney JT9D-7R4G2, totalise 50 105 heures de vol et 8 552 cycles de vol (décollage/atterrissage)
Le commandant de bord est Park Yong-chul (42 ans), qui totalise près de 9 000 heures de vol, dont 3 192 sur Boeing 747, et avait récemment reçu le Prix de la sécurité en vol pour avoir réussi à faire atterrir un 747 ayant subi une panne moteur à basse altitude. Le commandant Park devait initialement se rendre à Dubaï, aux Émirats arabes unis, mais comme il n'avait pas reçu suffisamment de temps de repos pour effectuer le vol pour Dubaï, il a été réaffecté sur le vol 801.
Le copilote est Song Kyung-ho (40 ans), qui compte plus de 4 000 heures de vol, dont 1 560 sur Boeing 747. 
L'ingénieur de vol était Nam Suk-hoon (57 ans), un pilote vétéran de Korean Air, avec plus de 13 000 heures de vol à son actif, dont 1 573 sur Boeing 747.

## Accident
Le vol 801 a décollé de l'aéroport international de Gimpo, à Séoul, à 20 h 53 le 5 août, avec à son bord deux pilotes, un ingénieur de vol, 14 hôtesses et stewards, ainsi que 237 passagers, en majorité sud-coréens. Parmi les passagers, trois étaient des enfants âgés de 2 à 12 ans, et trois autres avaient 24 mois ou moins. Six autres passagers étaient des agents de bord non en fonction de la compagnie aérienne,
Le vol 801 devait initialement être assuré par un Airbus A300, mais la compagnie aérienne a affrété cet avion pour emmener des athlètes aux Mini-Jeux du Pacifique de 1997, qui avaient lieu aux Samoa américaines. 
Le vol a connu quelques turbulences, mais s'est déroulé sans incident jusqu'à peu après 1 h 0 du matin, alors que l'équipage se préparait pour l'atterrissage à l'aéroport international Antonio-B.-Won-Pat de Guam. 
Il pleuvait beaucoup à Guam ce soir-là, la visibilité était donc considérablement réduite et l'équipage a alors tenté d'effectuer un atterrissage aux instruments. Le système d'atterrissage aux instruments (ILS) de la piste 6L était alors hors service, mais le commandant Park croit à tort qu'il est en service et, à 1 h 35, il a réussi à capter un signal, qui a ensuite été identifié comme provenant d'un système électronique au sol. Le copilote et le mécanicien navigant ont ensuite remarqué que l'avion descendait très rapidement et ont fait remarquer à plusieurs reprises que la piste de l'aéroport n'était pas en vue. 
Malgré les protestations de l'ingénieur de vol, selon lesquelles le signal détecté n'était pas celui de l'indicateur de descente, le commandant Park a poursuivi l'approche et à 1 h 42, le 747 s'est écrasé sur Bijia Peak, au sud de Nimitz Hill (en), juste avant la balise VOR de l'aéroport, à environ 5 km de la piste 6L et à une altitude de 660 pieds (200 m). Sous la violence du choc, l'appareil s'est disloqué en plusieurs tronçons le long de la pente avant de prendre rapidement feu.

Site de l'accident
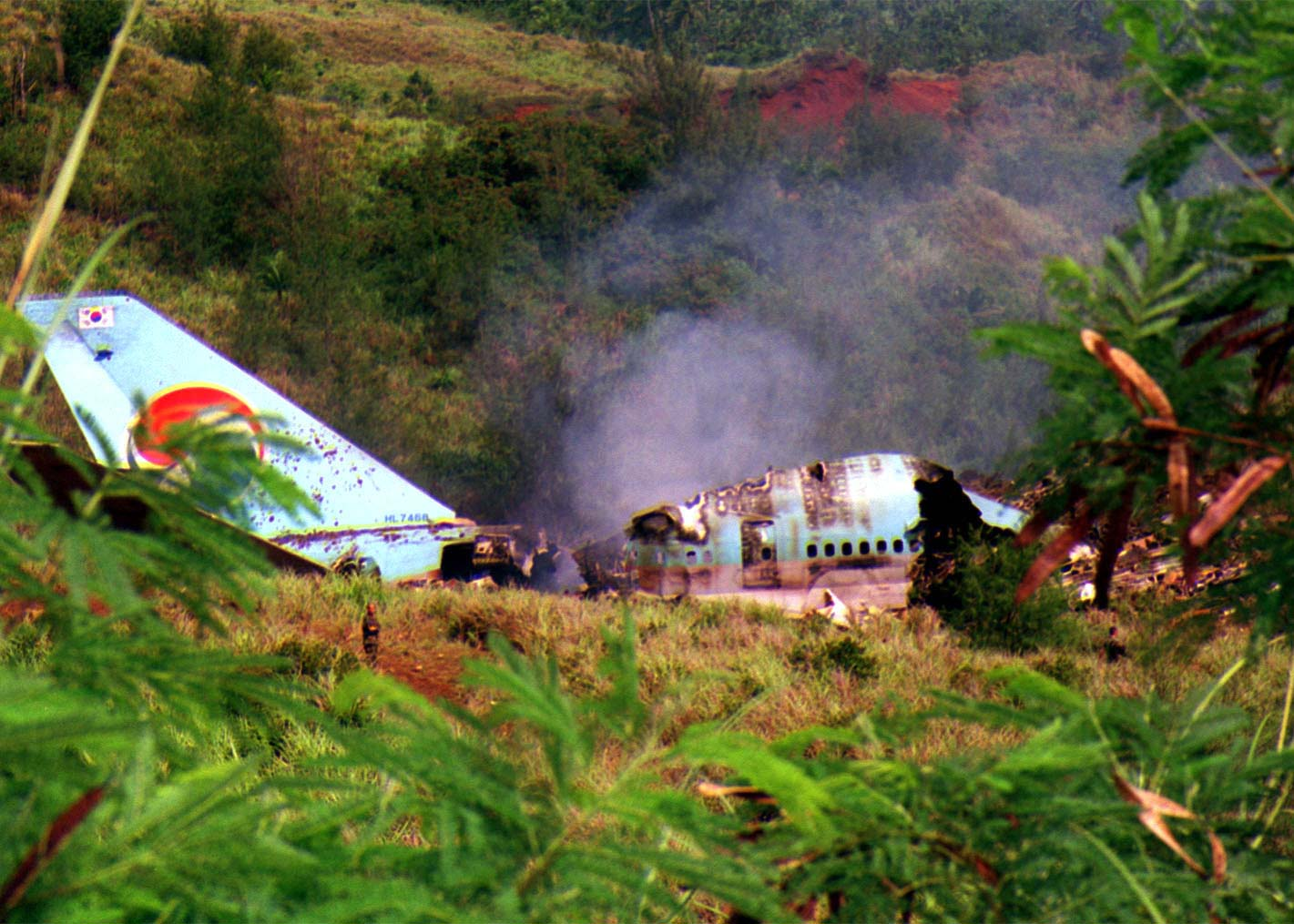
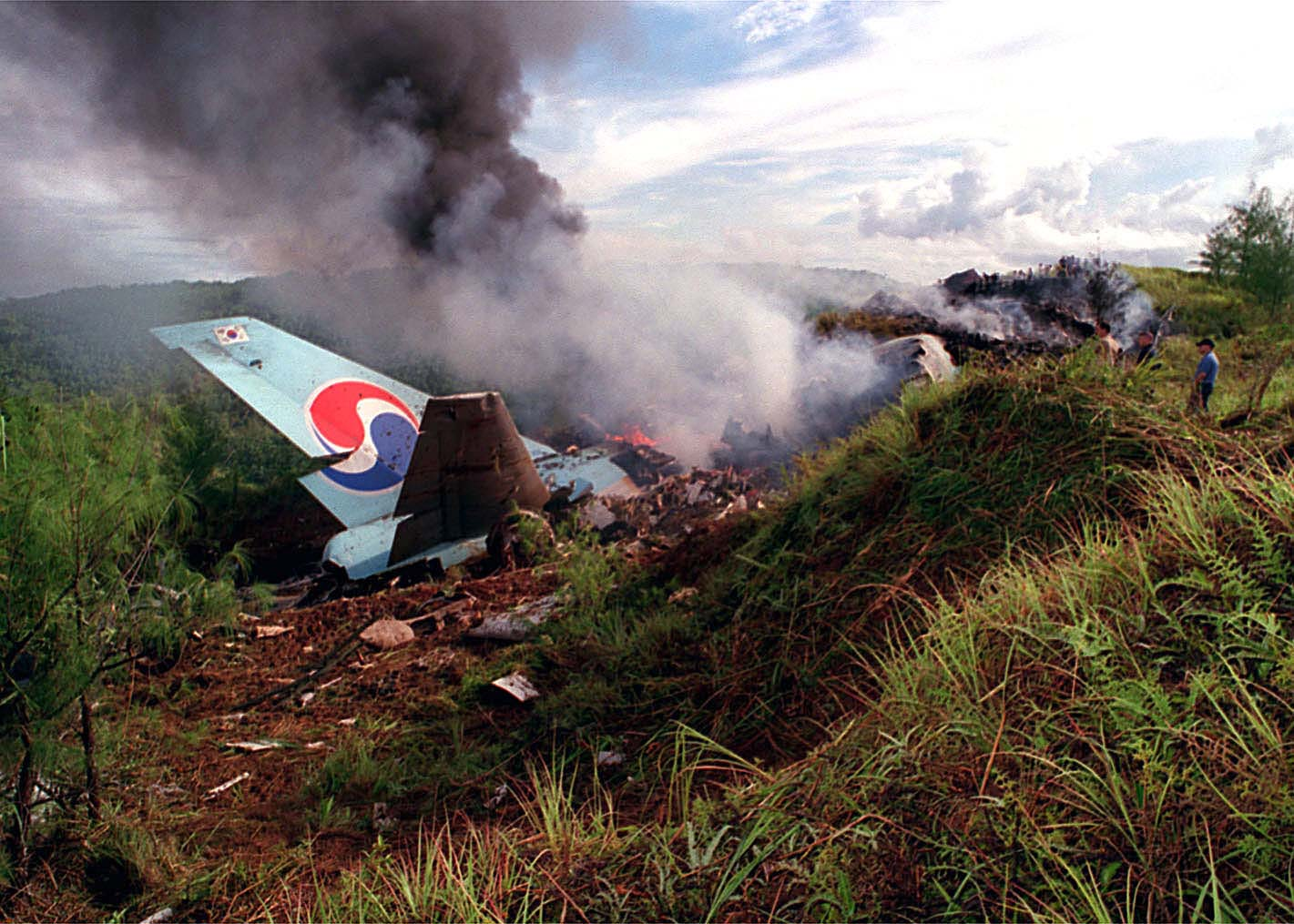
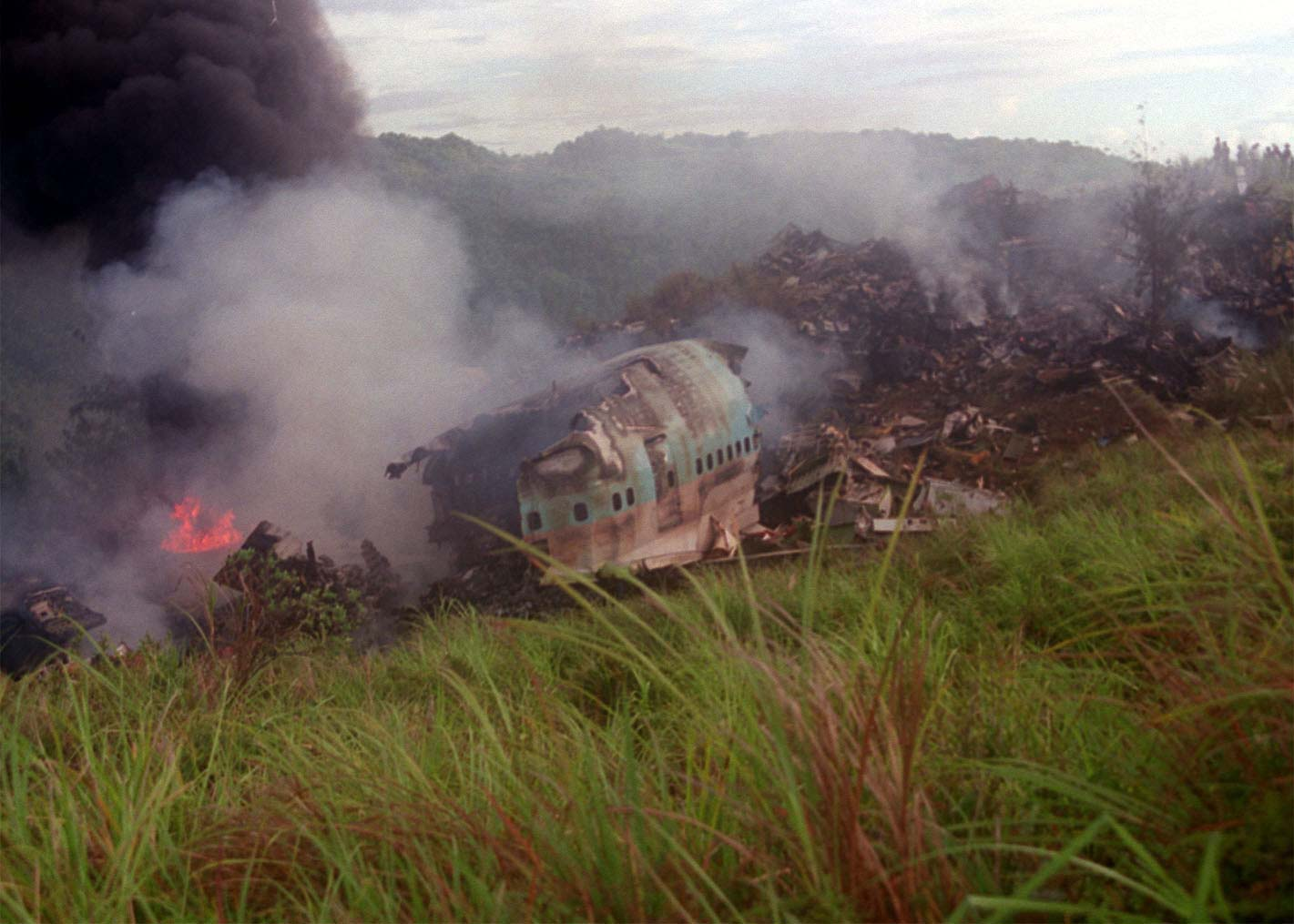
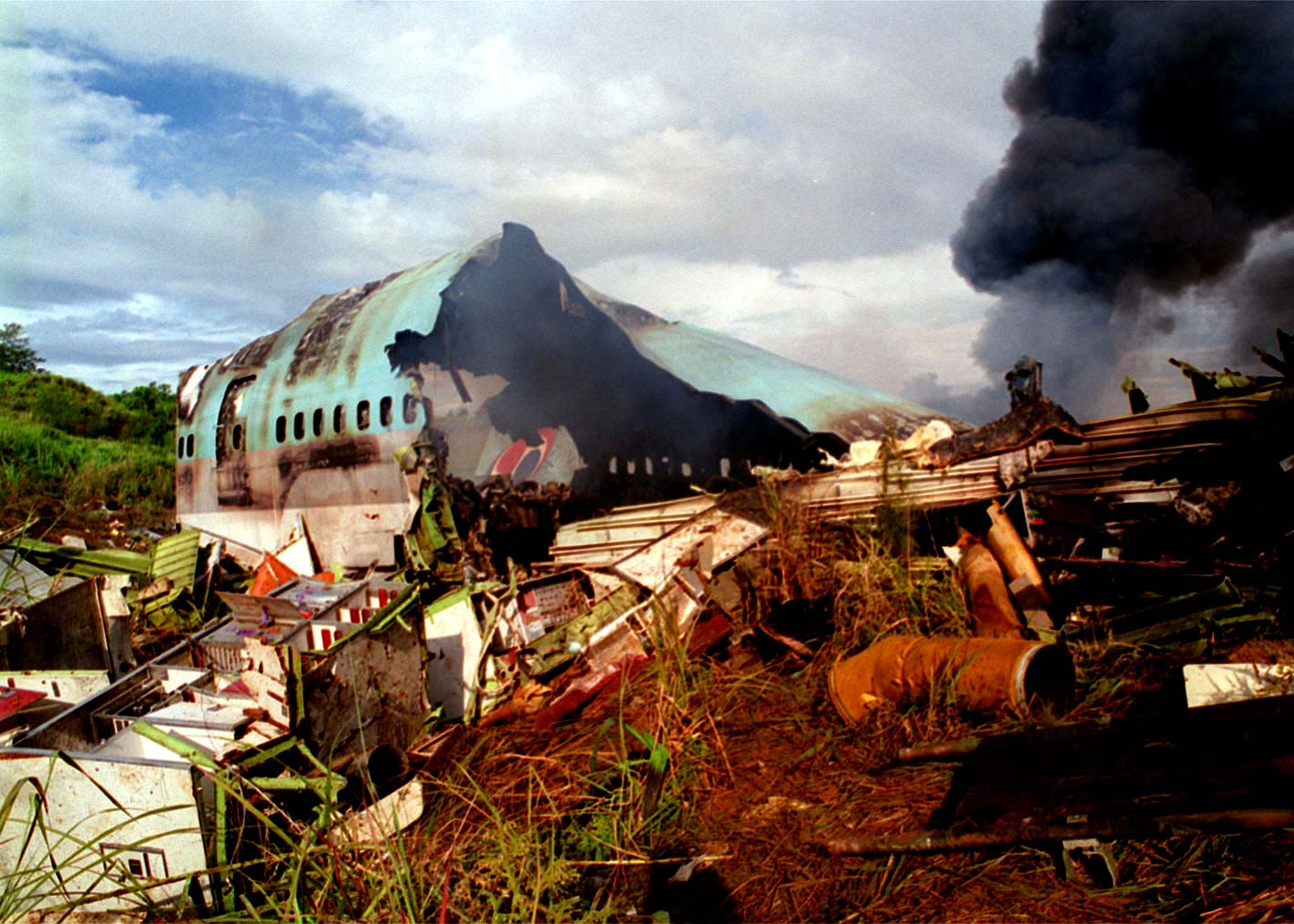
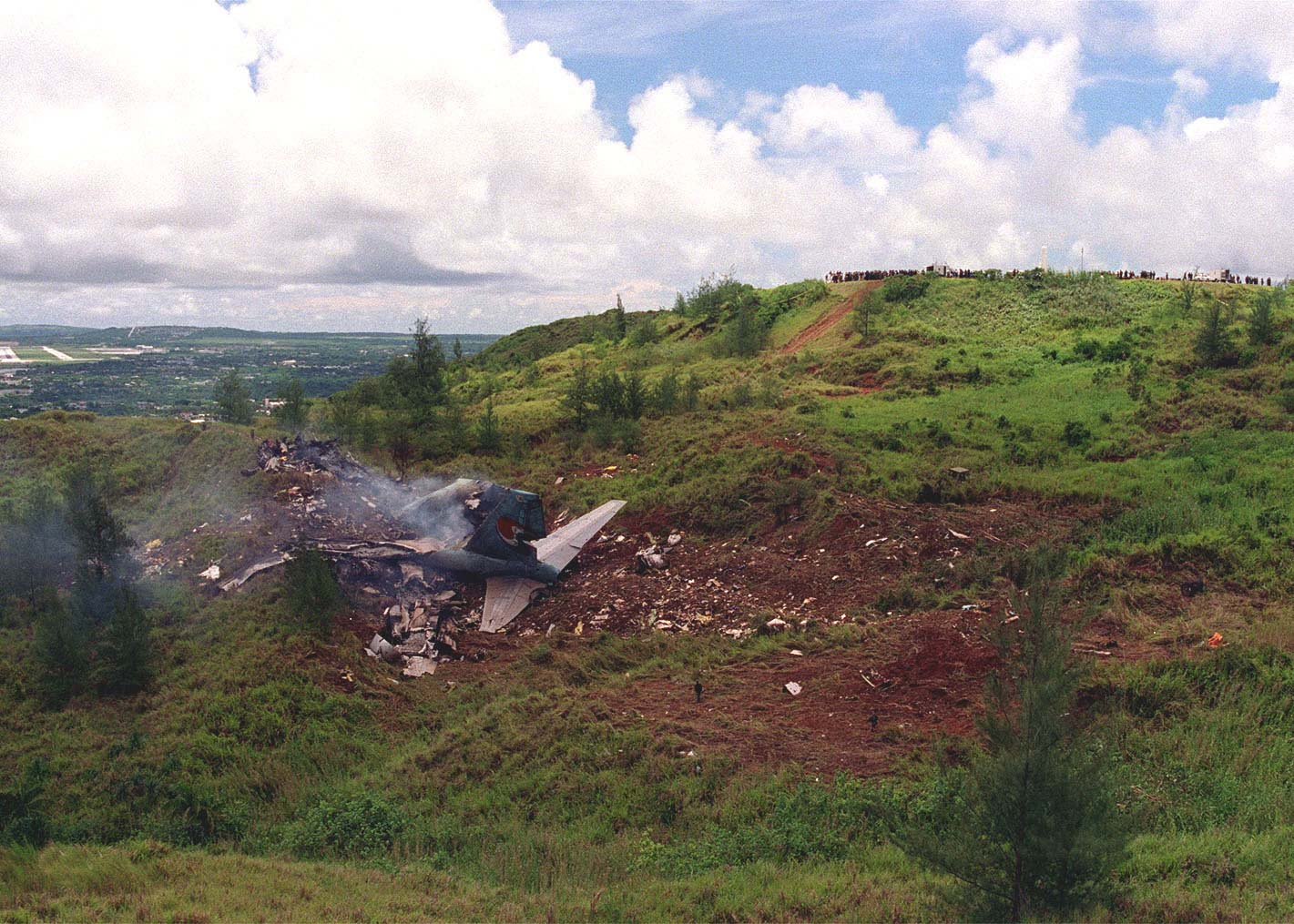

## Opérations de sauvetage
Les efforts des équipes de sauvetage ont été entravés par les conditions météorologiques, la nature du terrain et d'autres problèmes, comme le fait que les véhicules d'urgence n'ont pas pu s'approcher du site du crash car un pipeline de carburant, détruit lors de l'accident, bloquait la route étroite conduisant sur les lieux de l'accident.
Les Seabees de l'US Navy ont été parmi les premiers sur les lieux et ont utilisé leurs engins de terrassement pour dégager les routes et les arbres à l'approche du site de l'accident. Ils ont également utilisé des pelleteuses pour ouvrir le fuselage de l'avion encore en flammes, afin de secourir les survivants et ont érigé des tentes mortuaires pour les premiers intervenants. 
Une certaine confusion s'est rapidement installée quant à la gestion des opérations ; l'accident s'est produit sur un terrain appartenant à l'US Navy, mais les autorités civiles ont d'abord revendiqué l'autorité. La cellule du 747 s'est désintégrée lors de l'accident et le kérosène contenu dans les réservoirs des ailes a déclenché un violent incendie qui brûlait encore huit heures après le crash.

## Bilan
Sur les 254 personnes à bord, 209 passagers et 14 membres d'équipage (les 3 membres d'équipage dans le cockpit et 11 membres d'équipage en cabine) ont été tuées dans l'accident. 
Sur les 31 occupants retrouvés vivants par les équipes de secours, deux d'entre eux sont décédés en route vers l'hôpital et 3 autres à l'hôpital. Parmi les survivants, 16 ont été gravement brûlés. Le 10 octobre, un des passagers survivants est décédé des suites des blessures subies dans l'accident, portant le nombre de morts à 229 et le nombre de survivants à 25.
Vingt-deux passagers et trois agents de bord ont survécu à l'accident et ont été grièvement blessés.

## Enquête
Le Conseil national de la sécurité des transports américain (NTSB) a enquêté sur cet accident, car il s'est produit sur le territoire américain.
Une observation météorologique, effectuée à 01h32, soit 10 minutes avant le crash, a rapporté : vent soufflant de 090° à 6 nœuds (11 km/h), visibilité de 12 km, présence d'averses à proximité de l'aéroport, ciel dispersé à 1 600 pieds (487 m), fragmenté à 2 500 pieds (762 m) et couvert à 5 000 pieds (1 524 m), température de 27 °C, point de rosée de 25 °C, calage altimétrique de 29,85 pouces Hg.
L'enquête révèle que l'équipage a utilisé une carte aéronautique obsolète, sur laquelle il manqué un symbole d'obstruction de 724 pieds (221 m) représenté au niveau du VOR de l'aéroport, et cette carte indiquait que l'altitude minimale de sécurité, lors du franchissement du VOR pour un avion à l'atterrissage, était de 1 300 pieds (400 m) au lieu de l'altitude mise à jour, qui était de 1 440 pieds (440 m).
Le vol 801 s'est écrasé près de la balise VOR, qui est situé sur Bijia Peak, à une altitude de 680 pieds (210 m), à 1 h 42 du matin, lorsqu'il est descendu en dessous de l'altitude minimale de sécurité pendant son approche finale. Le rapport a également identifié que le commandant de bord a peut-être cru à tort que l'avion était plus proche de l'aéroport qu'il ne l'était, et qu'une confusion a peut-être existé quant à l'emplacement du DME par rapport à l'aéroport, l'équipage anticipant que le VOR/DME se trouverait au niveau de l'aéroport. Le DME était en réalité situé prés de la balise VOR, à environ 6 km de l'aéroport. Une telle configuration ne faisait alors pas partie de la formation sur simulateur de vol de Korean Air, l'entraînement de l'équipage à ces approches de non-précision ayant été effectué avec le DME situé à l'aéroport. Néanmoins, les distances DME correctes étaient indiquées sur la carte d'approche.
Le NTSB a critiqué la surveillance de l'approche par l'équipage, et encore plus la raison pour laquelle le copilote et le mécanicien navigant n'ont pas interpellé le commandant de bord pour ses différentes erreurs. Même avant l'accident, le programme de gestion des ressources de l'équipage de Korean Air tentait déjà de promouvoir une atmosphère libre entre l'équipage, exigeant que le copilote et le mécanicien navigant interpellent le commandant de bord s'ils se sentaient inquiets. L'équipage n'a commencé à interpeller le commandant de bord que six secondes avant l'impact, lorsque le copilote a exhorté le commandant de bord à effectuer une approche interrompue. Selon l'enregistreur phonique (CVR), l'équipage a suggéré au commandant de bord qu'il a fait une erreur, mais ne l'a pas explicitement averti. L'équipage aurait pu être plus agressif dans son interpellation et le copilote aurait même pu prendre les commandes de l'avion et exécuter lui-même une approche interrompue, ce qui aurait évité l'accident, mais il ne l'a pas fait. Malgré l'examen de la culture de sécurité de la compagnie aérienne et des incidents précédents, le NTSB n'a pas été en mesure de déterminer les raisons exactes pour lesquelles l'équipage n'a pas interpellé le commandant de bord.
Le contrôle aérien (ATC) a également joué un rôle dans l'accident. Le contrôleur d'approche, Kurt James Mayo (39 ans), n'a pas respecté les procédures standard et n'a pas surveillé le 747 pendant sa descente. Plus précisément, il n'a pas surveillé le vol 801 après que l'équipage a commuté sur la fréquence de la tour comme requis, n'a pas donné d'avis de position à l'équipage lorsqu'il l'a autorisé pour l'approche (ce qui lui aurait conseillé de vérifier sa position sur le radar avec celle des autres instruments de vol), et ne l'a pas surveillé sur l'écran radar terminal, qui affichait le relief dans la zone, parce que le service radar a été interrompu à ce moment-là. Le NTSB a déclaré que si Mayo avait suivi les procédures, l'accident aurait pu être évité ou au moins réduit en terme de gravité. Le contrôleur de la tour, Marty Irvin Theobald (également âgé de 39 ans), a également été critiqué pour ne pas avoir alerté l'équipage, car Mayo n'était pas au courant de la faible altitude de l'avion et ne lui a pas fourni d'alerte.
Le NTSB a également critiqué les secours pour la lenteur de l'opération de sauvetage, estimant que la plupart des facteurs ayant retardé l'intervention étaient évitables. Parmi ces facteurs figuraient l'ignorance initiale de l'accident par le contrôle aérien, la défaillance des freins d'un des camions de pompiers et la notification tardive des pompiers concernant le crash. Le NTSB a également conclu qu'au moins une personne ayant survécu à l'accident initial aurait pu se rétablir si l'intervention n'avait pas été retardée.

### Rapport final
Le NTSB a présenté ses conclusions les 24, 25 et 26 mars 1998, au Palais des congrès de Hawaï, situé à Honolulu.
Il a déterminé que la cause probable de cet accident est l'incapacité du commandant de bord à briefer et exécuter correctement l'approche de non-précision, ainsi que l'incapacité du copilote et du mécanicien navigant à surveiller et contre-vérifier efficacement l'exécution de cette approche par le commandant de bord. La fatigue de ce dernier et la formation inadéquate de l'équipage de Korean Air ont contribué à ces multiples défaillances. L'inactivation intentionnelle, par la Federal Aviation Administration (FAA), du système de détection d'altitude minimum (en) (MSAW) à Guam et son incapacité à gérer correctement ce système ont également contribué à l'accident.
Le rapport d'enquête a indiqué qu'un facteur contributif était que le MSAW, utilisé par l'ATC à l'aéroport international Antonio-B.-Won-Pat de Guam, avait été délibérément modifié pour limiter les alarmes intempestives et ne pouvait donc pas détecter un avion en approche se trouvant en dessous de l'altitude minimale de sécurité. La cause probable de l'accident était la mauvaise exécution de l'approche de non-précision par le commandant de bord , la fatigue du commandant de bord, la mauvaise communication entre les membres de l'équipage et le manque de formation des pilotes de Korean Air.

## Conséquences

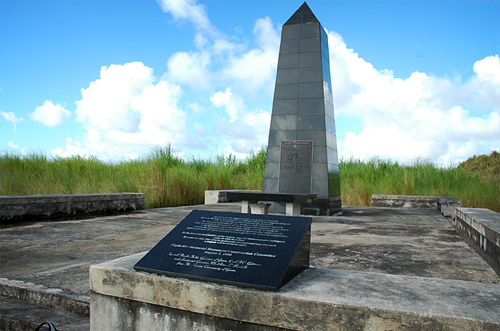
Mémorial en souvenir des victimes de l'accident du vol 801.

Le 6 août 2000, lors du troisième anniversaire de l'accident, un obélisque de marbre noir a été dévoilé sur le site de l'accident, en souvenir des victimes.
Après l'accident du vol 801, les vols de Korean Air à destination de Guam ont été suspendus pendant plus de 4 ans, entraînant une réduction des dépenses touristiques à Guam et une diminution des revenus de la compagnie aérienne. Lorsque les services Séoul-Guam ont repris en décembre 2001, le numéro de vol a été changé en KAL805.

## Médias
L'accident a fait l'objet d'un épisode dans la série télé Air Crash nommé « Approche finale » (saison 4 - épisode 4).